# Giải vô địch bóng đá châu Âu 2016 (Bảng B)
Bảng B của Euro 2016 có sự góp mặt của 4 đội: Anh, Nga, Wales, Slovakia. Bảng này chỉ có Nga là đội duy nhất vô địch châu Âu 1 lần vào năm Euro 1960 với tên gọi Liên Xô. Wales và Slovakia là hai đội lần đầu tham dự Euro. Các trận đấu diễn ra từ ngày 11 đến ngày 20 tháng 6 năm 2016.

## Các đội
| Nhóm | Đội tuyển | Tư cách qua vòng loại | Số lần tham dự | Lần tham dự gần đây nhất | Thành tích tốt nhất            | Xếp hạng UEFA Tháng 10, 2015 | Xếp hạng FIFA Tháng 6, 2016 |
| ---- | --------- | --------------------- | -------------- | ------------------------ | ------------------------------ | ---------------------------- | --------------------------- |
| B1   | Anh       | Nhất bảng E           | 9th            | 2012                     | Hạng ba (1968), Bán kết (1996) | 3                            | 11                          |
| B2   | Nga       | Nhì bảng G            | 5th            | 2012                     | Bán kết (2008)                 | 9                            | 29                          |
| B3   | Wales     | Nhì bảng B            | 1st            | —                        | Lần đầu                        | 28                           | 26                          |
| B4   | Slovakia  | Nhì bảng C            | 1st            | —                        | Lần đầu                        | 19                           | 24                          |

Chú thích
1. ↑  Bảng xếp hạng FIFA khu vực châu Âu vào tháng 10 năm 2015 được sử dụng trước khi bốc thăm vòng bảng
2. ↑  Từ năm 1960 đến năm 1988, Nga tham dự Euro với tên gọi Liên Xô, và năm 1992 với tên gọi CIS. Nếu tính theo số lần tham dự, thì Nga đã 11 lần tham dự, với thành tích lớn nhất là chức vô địch Euro 1960.

## Kết quả
| VT | Đội      | ST | T | H | B | BT | BB | HS | Đ | Giành quyền tham dự     |
| -- | -------- | -- | - | - | - | -- | -- | -- | - | ----------------------- |
| 1  | Wales    | 3  | 2 | 0 | 1 | 6  | 3  | +3 | 6 | Vòng đấu loại trực tiếp |
| 2  | Anh      | 3  | 1 | 2 | 0 | 3  | 2  | +1 | 5 | Vòng đấu loại trực tiếp |
| 3  | Slovakia | 3  | 1 | 1 | 1 | 3  | 3  | 0  | 4 | Vòng đấu loại trực tiếp |
| 4  | Nga      | 3  | 0 | 1 | 2 | 2  | 6  | −4 | 1 |                         |

Ở vòng 16 đội:
- Đội nhất bảng B, Wales, đối đầu với đội xếp thứ ba bảng C, Bắc Ireland.
- Đội nhì bảng B, Anh, đối đầu với đội nhì bảng F, Iceland.
- Đội xếp thứ ba bảng B, Slovakia, đối đầu với đội nhất bảng C, Đức.

## Các trận đấu
Giờ thi đấu tính theo giờ địa phương (UTC+2)

### Wales v Slovakia
| Wales                      | 2–1      | Slovakia |
| -------------------------- | -------- | -------- |
| Bale 10' · Robson-Kanu 81' | Chi tiết | Duda 61' |

| Wales | Slovakia |

| TM                      | 21 | Danny Ward          |  |     |
| HV                      | 5  | James Chester       |  |     |
| HV                      | 6  | Ashley Williams (c) |  |     |
| HV                      | 4  | Ben Davies          |  |     |
| TV                      | 7  | Joe Allen           |  |     |
| TV                      | 14 | David Edwards       |  | 69' |
| TV                      | 10 | Aaron Ramsey        |  | 88' |
| TĐ                      | 2  | Chris Gunter        |  |     |
| TĐ                      | 3  | Neil Taylor         |  |     |
| TĐ                      | 20 | Jonny Williams      |  | 71' |
| TĐ                      | 11 | Gareth Bale         |  |     |
| Vào sân thay người:     |    |                     |  |     |
| TV                      | 16 | Joe Ledley          |  | 69' |
| TĐ                      | 9  | Hal Robson-Kanu     |  | 71' |
| HV                      | 15 | Jazz Richards       |  | 88' |
| Huấn luyện viên trưởng: |    |                     |  |     |
| Chris Coleman           |    |                     |  |     |

| TM                      | 23 | Matúš Kozáčik     |       |     |
| HV                      | 2  | Peter Pekarík     |       |     |
| HV                      | 3  | Martin Škrtel (c) | 90+2' |     |
| HV                      | 4  | Ján Ďurica        |       |     |
| HV                      | 18 | Dušan Švento      |       |     |
| TV                      | 19 | Juraj Kucka       | 83'   |     |
| TV                      | 13 | Patrik Hrošovský  | 31'   | 60' |
| TV                      | 17 | Marek Hamšík      |       |     |
| TĐ                      | 20 | Róbert Mak        | 78'   |     |
| TĐ                      | 7  | Vladimír Weiss    | 80'   | 83' |
| TĐ                      | 21 | Michal Ďuriš      |       | 59' |
| Vào sân thay người:     |    |                   |       |     |
| TĐ                      | 11 | Adam Nemec        |       | 59' |
| TV                      | 8  | Ondrej Duda       |       | 60' |
| TV                      | 10 | Miroslav Stoch    |       | 83' |
| Huấn luyện viên trưởng: |    |                   |       |     |
| Ján Kozák               |    |                   |       |     |

| Cầu thủ xuất sắc nhất trận: Joe Allen (Wales) Trợ lý trọng tài: Kim Thomas Haglund (Na Uy) Frank Andås (Na Uy) Trọng tài bàn: Aleksei Kulbakov (Belarus) Các trọng tài phụ (khu vực cấm địa): Ken Henry Johnsen (Na Uy) Svein-Erik Edvartsen (Na Uy) Giám sát trận đấu: Vitali Maliutsin (Belarus) |

### Anh v Nga
| Anh      | 1–1      | Nga                 |
| -------- | -------- | ------------------- |
| Dier 73' | Chi tiết | V. Berezutski 90+2' |

| Anh | Nga |

| TM                      | 1  | Joe Hart         |     |     |
| HV                      | 2  | Kyle Walker      |     |     |
| HV                      | 5  | Gary Cahill      | 62' |     |
| HV                      | 6  | Chris Smalling   |     |     |
| HV                      | 3  | Danny Rose       |     |     |
| TV                      | 20 | Dele Alli        |     |     |
| TV                      | 17 | Eric Dier        |     |     |
| TV                      | 10 | Wayne Rooney (c) |     | 78' |
| TĐ                      | 8  | Adam Lallana     |     |     |
| TĐ                      | 7  | Raheem Sterling  |     | 87' |
| TĐ                      | 9  | Harry Kane       |     |     |
| Vào sân thay người:     |    |                  |     |     |
| TV                      | 18 | Jack Wilshere    |     | 78' |
| TV                      | 4  | James Milner     |     | 87' |
| Huấn luyện viên trưởng: |    |                  |     |     |
| Roy Hodgson             |    |                  |     |     |

| TM                      | 1  | Igor Akinfeev         |     |     |
| HV                      | 3  | Igor Smolnikov        |     |     |
| HV                      | 4  | Sergei Ignashevich    |     |     |
| HV                      | 14 | Vasili Berezutski (c) |     |     |
| HV                      | 21 | Georgi Shchennikov    | 72' |     |
| TV                      | 5  | Roman Neustädter      |     | 80' |
| TV                      | 13 | Aleksandr Golovin     |     | 77' |
| TĐ                      | 10 | Fyodor Smolov         |     | 85' |
| TĐ                      | 17 | Oleg Shatov           |     |     |
| TĐ                      | 9  | Aleksandr Kokorin     |     |     |
| TĐ                      | 22 | Artem Dzyuba          |     |     |
| Vào sân thay người:     |    |                       |     |     |
| TV                      | 15 | Roman Shirokov        |     | 77' |
| TV                      | 8  | Denis Glushakov       |     | 80' |
| TV                      | 11 | Pavel Mamayev         |     | 85' |
| Huấn luyện viên trưởng: |    |                       |     |     |
| Leonid Slutsky          |    |                       |     |     |

| Cầu thủ xuất sắc nhất trận: Eric Dier (Anh) Trợ lý trọng tài: Elenito Di Liberatore (Ý) Mauro Tonolini (Ý) Trọng tài bàn: Anastasios Sidiropoulos (Hy Lạp) Các trọng tài phụ (khu vực cấm địa): Daniele Orsato (Ý) Antonio Damato (Ý) Giám sát trận đấu: Damianos Efthymiadis (Hy Lạp) |

### Nga v Slovakia
| Nga           | 1–2      | Slovakia               |
| ------------- | -------- | ---------------------- |
| Glushakov 80' | Chi tiết | Weiss 32' · Hamšík 45' |

| Nga | Slovakia |

| TM                      | 1  | Igor Akinfeev         |  |     |
| HV                      | 3  | Igor Smolnikov        |  |     |
| HV                      | 14 | Vasili Berezutski (c) |  |     |
| HV                      | 4  | Sergei Ignashevich    |  |     |
| HV                      | 21 | Georgi Shchennikov    |  |     |
| TV                      | 13 | Aleksandr Golovin     |  | 46' |
| TV                      | 5  | Roman Neustädter      |  | 46' |
| TĐ                      | 9  | Aleksandr Kokorin     |  | 75' |
| TĐ                      | 17 | Oleg Shatov           |  |     |
| TĐ                      | 10 | Fyodor Smolov         |  |     |
| TĐ                      | 22 | Artem Dzyuba          |  |     |
| Vào sân thay người:     |    |                       |  |     |
| TV                      | 11 | Pavel Mamayev         |  | 46' |
| TV                      | 8  | Denis Glushakov       |  | 46' |
| TV                      | 15 | Roman Shirokov        |  | 75' |
| Huấn luyện viên trưởng: |    |                       |  |     |
| Leonid Slutsky          |    |                       |  |     |

| TM                      | 23 | Matúš Kozáčik     |     |     |
| HV                      | 2  | Peter Pekarík     |     |     |
| HV                      | 3  | Martin Škrtel (c) |     |     |
| HV                      | 4  | Ján Ďurica        | 46' |     |
| HV                      | 15 | Tomáš Hubočan     |     |     |
| TV                      | 19 | Juraj Kucka       |     |     |
| TV                      | 22 | Viktor Pečovský   |     |     |
| TV                      | 17 | Marek Hamšík      |     |     |
| TĐ                      | 20 | Róbert Mak        |     | 80' |
| TĐ                      | 7  | Vladimír Weiss    |     | 72' |
| TĐ                      | 8  | Ondrej Duda       |     | 67' |
| Vào sân thay người:     |    |                   |     |     |
| TĐ                      | 11 | Adam Nemec        |     | 67' |
| HV                      | 18 | Dušan Švento      |     | 72' |
| TĐ                      | 21 | Michal Ďuriš      |     | 80' |
| Huấn luyện viên trưởng: |    |                   |     |     |
| Ján Kozák               |    |                   |     |     |

| Cầu thủ xuất sắc nhất trận: Marek Hamšík (Slovakia) Trợ lý trọng tài: Jure Praprotnik (Slovenia) Robert Vukan (Slovenia) Trọng tài bàn: Jonas Eriksson (Thụy Điển) Các trọng tài phụ (khu vực cấm địa): Matej Jug (Slovenia) Slavko Vinčić (Slovenia) Giám sát trọng tài: Mathias Klasenius (Thụy Điển) |

### Anh v Wales
| Anh                         | 2–1      | Wales    |
| --------------------------- | -------- | -------- |
| Vardy 56' · Sturridge 90+2' | Chi tiết | Bale 42' |

| Anh | Wales |

| TM                      | 1  | Joe Hart         |  |     |
| HV                      | 2  | Kyle Walker      |  |     |
| HV                      | 5  | Gary Cahill      |  |     |
| HV                      | 6  | Chris Smalling   |  |     |
| HV                      | 3  | Danny Rose       |  |     |
| TV                      | 20 | Dele Alli        |  |     |
| TV                      | 17 | Eric Dier        |  |     |
| TV                      | 10 | Wayne Rooney (c) |  |     |
| TĐ                      | 8  | Adam Lallana     |  | 73' |
| TĐ                      | 7  | Raheem Sterling  |  | 46' |
| TĐ                      | 9  | Harry Kane       |  | 46' |
| Vào sân thay người:     |    |                  |  |     |
| TĐ                      | 15 | Daniel Sturridge |  | 46' |
| TĐ                      | 11 | Jamie Vardy      |  | 46' |
| TĐ                      | 22 | Marcus Rashford  |  | 73' |
| Huấn luyện viên trưởng: |    |                  |  |     |
| Roy Hodgson             |    |                  |  |     |

| TM                      | 1  | Wayne Hennessey     |     |     |
| HV                      | 5  | James Chester       |     |     |
| HV                      | 6  | Ashley Williams (c) |     |     |
| HV                      | 4  | Ben Davies          | 61' |     |
| HV                      | 2  | Chris Gunter        |     |     |
| HV                      | 3  | Neil Taylor         |     |     |
| TV                      | 10 | Aaron Ramsey        |     |     |
| TV                      | 16 | Joe Ledley          |     | 67' |
| TV                      | 7  | Joe Allen           |     |     |
| TĐ                      | 9  | Hal Robson-Kanu     |     | 72' |
| TĐ                      | 11 | Gareth Bale         |     |     |
| Vào sân thay người:     |    |                     |     |     |
| TV                      | 14 | David Edwards       |     | 67' |
| TV                      | 20 | Jonny Williams      |     | 72' |
| Huấn luyện viên trưởng: |    |                     |     |     |
| Chris Coleman           |    |                     |     |     |

| Cầu thủ xuất sắc nhất trận: Kyle Walker (Anh) Trợ lý trọng tài: Mark Borsch (Đức) Stefan Lupp (Đức) Trọng tài bàn: Matej Jug (Slovenia) Các trọng tài phụ (khu vực cấm địa): Bastian Dankert (Đức) Marco Fritz (Đức) Giám sát trận đấu: Robert Vukan (Slovenia) |

### Nga v Wales
| Nga | 0–3      | Wales                              |
| --- | -------- | ---------------------------------- |
|     | Chi tiết | Ramsey 11' · Taylor 20' · Bale 67' |

| Nga | Wales |

| TM                      | 1  | Igor Akinfeev      |     |     |
| HV                      | 3  | Igor Smolnikov     |     |     |
| HV                      | 14 | Vasili Berezutski  |     | 46' |
| HV                      | 4  | Sergei Ignashevich |     |     |
| HV                      | 23 | Dmitri Kombarov    |     |     |
| TV                      | 11 | Pavel Mamayev      | 64' |     |
| TV                      | 8  | Denis Glushakov    |     |     |
| TĐ                      | 10 | Fyodor Smolov      |     | 70' |
| TĐ                      | 15 | Roman Shirokov (c) |     | 52' |
| TĐ                      | 9  | Aleksandr Kokorin  |     |     |
| TĐ                      | 22 | Artem Dzyuba       |     |     |
| Vào sân thay người:     |    |                    |     |     |
| HV                      | 6  | Aleksei Berezutski |     | 46' |
| TV                      | 13 | Aleksandr Golovin  |     | 52' |
| TV                      | 19 | Aleksandr Samedov  |     | 70' |
| Huấn luyện viên trưởng: |    |                    |     |     |
| Leonid Slutsky          |    |                    |     |     |

| TM                      | 1  | Wayne Hennessey     |     |     |
| HV                      | 5  | James Chester       |     |     |
| HV                      | 6  | Ashley Williams (c) |     |     |
| HV                      | 4  | Ben Davies          |     |     |
| HV                      | 2  | Chris Gunter        |     |     |
| HV                      | 3  | Neil Taylor         |     |     |
| TV                      | 7  | Joe Allen           |     | 74' |
| TV                      | 16 | Joe Ledley          |     | 76' |
| TV                      | 10 | Aaron Ramsey        |     |     |
| TĐ                      | 11 | Gareth Bale         |     | 83' |
| TĐ                      | 18 | Sam Vokes           | 16' |     |
| Vào sân thay người:     |    |                     |     |     |
| TV                      | 14 | David Edwards       |     | 74' |
| TV                      | 8  | Andy King           |     | 76' |
| TĐ                      | 23 | Simon Church        |     | 83' |
| Huấn luyện viên trưởng: |    |                     |     |     |
| Chris Coleman           |    |                     |     |     |

| Cầu thủ xuất sắc nhất trận: Aaron Ramsey (Wales) Trợ lý trọng tài: Mathias Klasenius (Thụy Điển) Daniel Wärnmark (Thụy Điển) Trọng tài bàn: Daniele Orsato (Ý) Các trọng tài bàn (khu vực cấm địa): Stefan Johannesson (Thụy Điển) Markus Strömbergsson (Thụy Điển) Giám sát trọng tài: Mauro Tonolini (Ý) |

### Slovakia v Anh
| Slovakia | 0–0      | Anh |
| -------- | -------- | --- |
|          | Chi tiết |     |

| Slovakia | Anh |

| TM                      | 23 | Matúš Kozáčik     |     |     |
| HV                      | 2  | Peter Pekarík     |     |     |
| HV                      | 3  | Martin Škrtel (c) |     |     |
| HV                      | 4  | Ján Ďurica        |     |     |
| HV                      | 15 | Tomáš Hubočan     |     |     |
| TV                      | 22 | Viktor Pečovský   | 24' | 67' |
| TV                      | 19 | Juraj Kucka       |     |     |
| TV                      | 17 | Marek Hamšík      |     |     |
| TĐ                      | 20 | Róbert Mak        |     |     |
| TĐ                      | 7  | Vladimír Weiss    |     | 78' |
| TĐ                      | 8  | Ondrej Duda       |     | 57' |
| Vào sân thay người:     |    |                   |     |     |
| HV                      | 18 | Dušan Švento      |     | 57' |
| HV                      | 5  | Norbert Gyömbér   |     | 67' |
| HV                      | 14 | Milan Škriniar    |     | 78' |
| Huấn luyện viên trưởng: |    |                   |     |     |
| Ján Kozák               |    |                   |     |     |

| TM                      | 1  | Joe Hart         |     |     |
| HV                      | 12 | Nathaniel Clyne  |     |     |
| HV                      | 5  | Gary Cahill (c)  |     |     |
| HV                      | 6  | Chris Smalling   |     |     |
| HV                      | 21 | Ryan Bertrand    | 52' |     |
| TV                      | 14 | Jordan Henderson |     |     |
| TV                      | 17 | Eric Dier        |     |     |
| TV                      | 18 | Jack Wilshere    |     | 56' |
| TĐ                      | 8  | Adam Lallana     |     | 61' |
| TĐ                      | 15 | Daniel Sturridge |     | 76' |
| TĐ                      | 11 | Jamie Vardy      |     |     |
| Vào sân thay người:     |    |                  |     |     |
| TĐ                      | 10 | Wayne Rooney     |     | 56' |
| TV                      | 20 | Dele Alli        |     | 61' |
| TĐ                      | 9  | Harry Kane       |     | 76' |
| Huấn luyện viên trưởng: |    |                  |     |     |
| Roy Hodgson             |    |                  |     |     |

| Cầu thủ xuất sắc nhất trận: Matúš Kozáčik (Slovakia) Trợ lý trọng tài: Roberto Alonso Fernández (Tây Ban Nha) Juan Carlos Yuste Jiménez (Tây Ban Nha) Trọng tài bàn: Antonio Damato (Ý) Các trọng tài phụ (khu vực cấm địa): Jesús Gil Manzano (Tây Ban Nha) Carlos del Cerro Grande (Tây Ban Nha) Giám sát trận đấu: Elenito Di Liberatore (Ý) |